# Rhytidoponera flindersi
Rhytidoponera flindersi é uma espécie de formiga do gênero Rhytidoponera.